# تگوئریا
تگوئریا (به لاتین: Téguéréya) یک منطقهٔ مسکونی در گینه است که در Mamou Region واقع شده‌است.